# Irina Musjajlova
Irina Musjajlova (ryska: Ирина Мушаилова), född den 6 januari 1967 i Krasnodar, är en rysk före detta friidrottare som tävlade i längdhopp under 1990-talet.
Musjajlova deltog vid Olympiska sommarspelen 1992 i Barcelona där hon slutade femma med ett hopp på 6,68. Vid EM 1994 tog hon sig även vidare till finalen där hon slutade på sjunde plats med ett hopp på 6,62 meter. 
Hennes stora framgångar kom under 1995 då hon först blev silvermedaljör vid inomhus VM efter Ludmila Galkina, hennes längsta hopp mätte 6,90. Senare samma år blev hon bronsmedaljör vid utomhus-VM i Göteborg.

## Personliga rekord
- 7,20 meter - utomhus
- 6,94 meter - inomhus